# Hillshire Brands
The Hillshire Brands Company var ett amerikanskt multinationellt livsmedelsföretag som tillverkade och sålde förpackad och djupfrysta livsmedel och bageriprodukter till kunder i bland annat Australien, Bermuda, Kanada och USA.

## Historik
Den 28 januari 2011 meddelade livsmedelsproducenten Sara Lee att företaget skulle delas upp i två. Ena fick namnet Hillshire Brands och skulle ta hand om Sara Lees nordamerikanska del (Sara Lees varumärke ingick) medan den internationella skulle ligga i ett annat företag med namnet D.E Master Blenders 1753. Uppdelningen genomfördes under sommaren av 2012. Den 12 maj 2014 meddelade Hillshire att de skulle köpa konkurrenten Pinnacle Foods för omkring 4,2 miljarder dollar. Den 27 maj la slakteriföretaget Pilgrim's Pride ett bud på Hillshire för 6,4 miljarder dollar. Den 29 maj kontrade Pilgrim's Prides konkurrent Tyson Foods med att lägga ett bud på Hillshire för 6,8 miljarder dollar, i juni ökade Tyson budet till 8,55 miljarder. Pilgrim's Pride drog tillbaka sitt bud. Den 30 juni drog Hillshire tillbaka sitt bud på Pinnacle Foods och blev förvärvad av Tyson. År 2018 sålde Tyson av några av sina varumärken, däribland Sara Lee, till riskkapitalbolaget Kohlberg & Company.